# Abdulmajidia latiffiana
Abdulmajidia latiffiana là một loài thực vật có hoa trong họ Lecythidaceae. Loài này được El-Sherif mô tả khoa học đầu tiên năm 2006.